# Mníšek nad Popradom
Mníšek nad Popradom (in ungherese Poprádremete, in tedesco Einsiedel an der Göllnitz) è un comune della Slovacchia facente parte del distretto di Stará Ľubovňa, nella regione di Prešov.